# Sedum batallae
Sedum batallae är en fetbladsväxtart som beskrevs av Barocio. Sedum batallae ingår i Fetknoppssläktet som ingår i familjen fetbladsväxter. Inga underarter finns listade i Catalogue of Life.